# Берг (замок, Бавария)
Замок Берг (нем. Schloss Berg) — замок на берегу Штарнбергского озера в коммуне Берг районе Штарнберг округа Верхняя Бавария.

## Исторический обзор

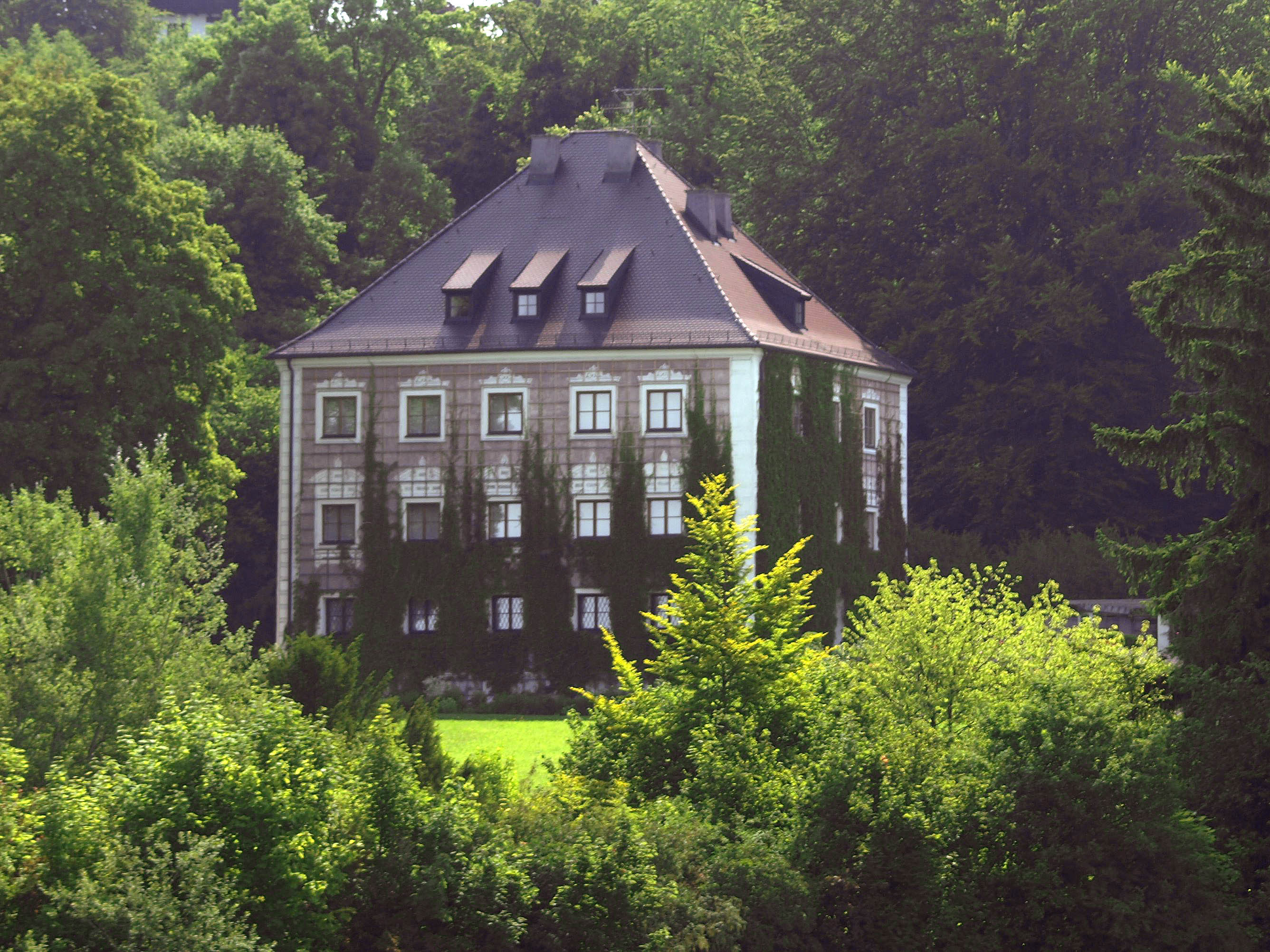
Современный вид

Строительство замка началось в 1676 году по распоряжению курфюрста Баварии Фердинанда Марии.
В 1849—1851 годах по поручению короля Максимилиана II замок был перестроен архитектором Эдуардом Риделем. Были достроены четыре башни с зубцами в неоготическом стиле. Позже при Людвиге II Баварском была возведена пятая башня, названная им «Изольда». В 1853 году появилась пристань.
Берг стал летней резиденцией Людвига II. Замок также был соединен с Мюнхеном телеграфной линией.
В 1868 году по приглашению Людвига замок посетила российская царица Мария Александровна, которая находилась в Баварии.
Впоследствии замковый парк был преобразован из французского барочного в английский пейзажный парк. В 1876 году здесь были возведены мавританский павильон и небольшая часовня.
12 июня 1886 года короля Людвига, которого признали душевнобольным и лишили управления, под охраной доставили в замок Берг. На следующий день король пошел на прогулку в замковый парк с профессором Бернхардом фон Гудденом. Оба они погибли на Штарнбергском озере при загадочных обстоятельствах. Их тела были обнаружены на мелководье. Точная картина того события на берегу озера осталась неясной. По официальной и весьма сомнительной версии доктор пытался предотвратить самоубийство короля и сам утонул.
На месте трагедии установлен деревянный крест. После смерти короля замок стал музеем, а в 1939 году был провозглашен культурной и исторической достопримечательностью.

## Современное состояние
Сразу после Второй мировой войны замок использовался американскими военными и был значительно поврежден. С тех пор замок, который хотя и восстановили, остался без башен.
По-прежнему Берг — резиденция главы дома Виттельсбахов, в настоящее время герцога Баварии Франца.